# Paralimnophila (Paralimnophila) tortilis
Paralimnophila (Paralimnophila) tortilis is een tweevleugelige uit de familie steltmuggen (Limoniidae). De soort komt voor in het Neotropisch gebied.